# Hulahop d.o.o.
Hulahop d.o.o. je tvrtka za filmsku produkciju i usluge u kulturi. Tvrtku su 2006. godine utemeljile Dana Budisavljević i Olinka Vištica nakon više godina iskustva rada u filmskoj produkciji i organizaciji festivala poput Motovun Film Festival i ZagrebDox.
Uskoro su započele jednu od najraznovrsnih neovisnih filmskih/TV produkcija u širokom rasponu od intimnih biografija do serije dokumentaraca o arhitekturi. Od 2007. godine organizaciju i produkciju Animafesta, s Vanjom Kaluđerčić (provotno s Festivala filma o ljudskim pravima, a trenutno direktorice Međunarodnoga filmskoga festivala u Rotterdamu).

2019. godine Hulahop je objavio prvi igrani film, Dnevnik Diane Budisavljević koji je u kino distribuciji u Hrvatskoj i regiji vidjelo preko 65 000 gledatelja, te su producirale multimedijalni web 'Od filma do muzeja'.

## Producirani i koproducirani filmovi
- Dnevnik Diane Budisavljević (2019.)
- Htjeli smo radnike, a došli su nam ljudi
- Lijepo mi je s tobom, znaš (Eva Kraljević, 2015)
- Nije ti život pjesma Havaja  (Dana Budisavljević, 2012)
- Odavde do Tralala
- Ona koja priča sa životinjama
- Onda vidim Tanju
- Slučajno
- U slučaju rata / When the War Comes (Jan Gebert, 2018)
- Zemlja znanja

## Serije
- Zagrebačke epizode serieje Food Markets (Stefano Tealdi, 2015)
- 30 epizoda serije Mjenjam svijet (2007-2011)
- 2 sezone dodukemtarne TV serije Betonski spavači (Saša Ban, 2016-2019)

## Vanjske poveznice
- Službeni web